# Les Graveurs du dix-huitième siècle
Les Graveurs du dix-huitième siècle est un ouvrage biographique écrit par Roger Portalis et Henri Beraldi. Non illustré, il est publié en trois volumes entre 1880 et 1882, chez Damascène Morgand et Charles Fatout, éditeurs à Paris, au 55 passage des Panoramas et rassemble par ordre alphabétique la plupart des artistes graveurs ayant exercé au XVIIIe siècle.